# Сурена
Рустахам Сурен, познат као Сурена или Сурен (преминуо је 53. године пре нове ере) био је партски спахбед (генерал или командант) током 1. века нове ере. Био је вођа Суренове куће и познат по победи над Римљанима у бици за Кару. Под његовом командом Парти су поразили бројчано супериорнију римску инвазију коју је предводио Марко Лициније Крас. Сурена је популарно име у Ирану. Сурена је грчки и латински облик речи Sûrên или Sūrēn.Име је уобичајено у Јерменији. Реч Сурен значи „херојски (јак, узвишен)”.

## Контекст
У делу „Живот Краса” 21, написан 125 година након живота команданта, Плутрах је описао Сурену као „изузетно угледног човека, у богаству рођен, и част која му је била плаћена, он је био ранг после краља; у способности и храбрости био је најистакнутији Патријац његовог времена; а стасом и личном лепотом није имао равног”. Такође по Плутраху, било је „много робова” у његовој војсци, што указује да је генерал имао велико богаство. Међутим, право значење термина „робови” који се помињу у овом контексту је спорно. Плутрах га је описао као највишег и најлепшег човека, али деликатност његовог изгледа и женственост у његовом одевању није обећавала толико мушкости; његово лице је било насликано, а коса му је била раздвојена након моде Медијаца.
Сурена је командовао трупама Орода II у борби за град Селеуција. Сурена се издвојио у борби за династичку сукцесију (Ород II је раније био свргнут од стране Митридата III) и био је битан за враћање Орода на трон Арсакида.
Римљани су 53. године п. н. е. напредовали према западним партским вазалима. Као одговор, Ород II је послао своје коњице под командом Сурена да се боре против њих. Две војске су се састале у бици код Каре (у Харану, данашња Турска), где су надмоћ и тактика Парта да привуку Римљане у средину пустиње омогућили да поразе нумерички супериорније Римљане.
Иако је овај подвиг оштетио римске трупе (Плутрах прича о 20.000 погинулих и 10.000 затвореника) и „произвео снажан одјек међу народима Истока”, то није изазвало „никакву одлучну промену у равнотежи моћи”, то јест, Арсакидова победа није донела проширење територије. За Сурену је рекао, „Замало га је коштало живота. Вероватно у страху да ће он представљати претњу за њега, краљ Ород II га је убио”.
„На неки начин, положај (Сурене) у историјској традицији је изненађујуће паралелно оној у Ростаму”.

## Прикази
- Последња композиција француског драматурга из 17. века, Пјера Корнеја, трагедија под називом „Сурена”, грубо се заснива на причи генерала Сурене

- Сурена се појављује као мањи лик у The Catiline Conspiracy, другом тому SPQR series аутора Џона Медокса.